# Buxar

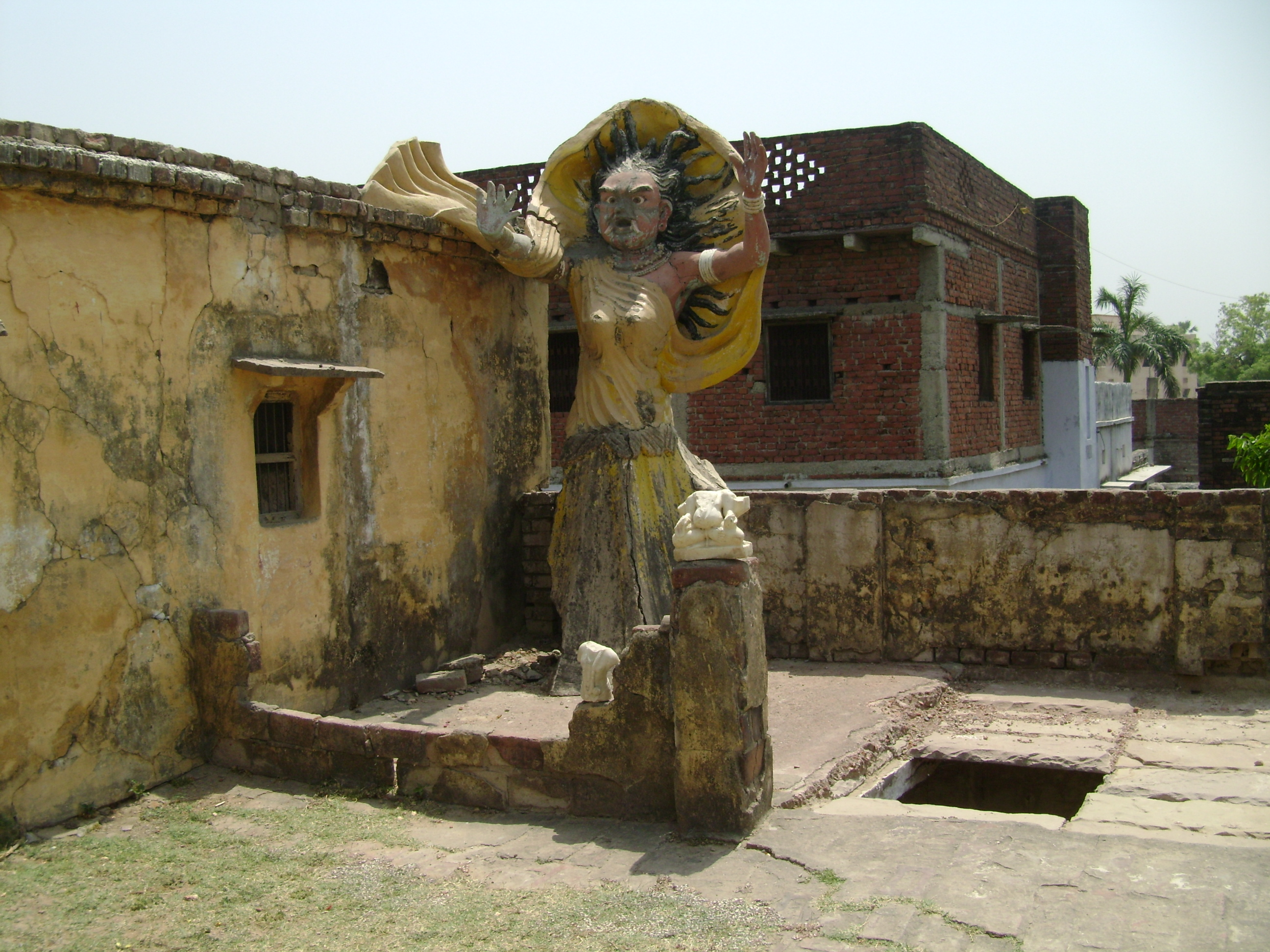
Estàtua de Tadka

Buxar (बक्सर) (també Buksar o Baxar) és una vila de l'estat de Bihar a l'Índia, capital del districte de Buxar, a la riba del Ganges. Anteriorment fou part del districte de Shahabad, divisió de Patna. Al cens de 1951 tenia 18.087 habitants però el 2001 ja eren 82.975. La llengua de la comarca és el bhojpuri escrit en devanagari.

## Història
Considerat un antic centre sagrat, va tenir com a nom original Vedagarbha (el pit dels Vedes) i el seu nom actual derivaria d'una resclosa anomenada Aghsar ("Que tapa els peixos") canviat després a Bagshar (Resclosa del Tigre). A Buxar o Baxar Baxar, propera a la frontera amb Uttar Pradesh, es va lliurar el 26 de juny de 1539 la decisiva batalla entre Sher Shah Suri i l'emperador mogol Humayun, en la que aquest fou derrotat i va acabar perdent l'imperi havent de fugir del país (1540). Mir Kasim (1760-1763) va intentar recuperar Bengala de mans dels britànics i el 1764 va obtenir l'ajut de l'emperador mogul Shah Alam II i dels nawab Shudja al-Dawla d'Oudh (Awadh); l'exèrcit aliat dirigit per Mir Kasim fou derrotat en la batalla de Buxar el 23 d'octubre de 1764 pel major britànic Hector Munro que manava 857 soldats europeus i 6213 nadius. Aquesta victòria va assegurar Bengala als britànics.

## Nota
1. ↑  Imperial Gazeteer of India, 1885, volum 12, pàgina 64